# Raoul Castex
Pour les articles homonymes, voir Castex.
Raoul Victor Patrice Castex, né à Saint-Omer le 27 octobre 1878 et mort à Villeneuve-de-Rivière le 10 janvier 1968, est un amiral français et théoricien militaire. Il est à l'origine de nouvelles théories géopolitiques pour la France. Loin d'être centrées uniquement sur la stratégie navale, celles-ci touchent à la stratégie en général, à la géopolitique, aux colonies et à la politique sociale. Il insiste inlassablement sur la coopération interarmées et également sur les stratégies non militaires.

## Carrière navale
Le futur amiral Castex sort « major » de l'École navale en 1898. En 1902-1903, il est en Indochine, expérience qui détermine par la suite une série d'écrits consacrés à l'Asie orientale - dont le thème du « péril jaune » est bien présent. Toutefois, tout en adhérant à cette idée dominante dans bien des secteurs de la société, il est critique sur les comportements de l'administration coloniale et sur la situation sociale du Viêt Nam.
De 1911 à 1913, il fait publier de brillantes études sur la marine des XVIIe et XVIIIe siècles, s'opposant en cela à la Jeune École : il montre la permanence des principes stratégiques à travers l'Histoire et dénonce « le danger terrible qu'il y a à se livrer à la guerre de course avant d'avoir détruit l'ennemi par la bataille, qui prime tout ». Il se démarque déjà de la vulgate mahanienne en soulignant la nécessaire liaison des armes sur mer : si l'on ne peut réduire la guerre navale au torpilleur et au sous-marin, il n'est pas moins déraisonnable de les disqualifier au bénéfice du canon, puisque l'Histoire met en évidence l'intégration continue des armes nouvelles aux tactiques préexistantes. Ce dépassement dialectique du couple Histoire/matériel caractérise toute sa réflexion. En 1913, il suit les cours de l'École supérieure de marine où on le considère déjà comme l'un des officiers les plus remarquables de sa génération.
Au cours de la Première Guerre mondiale, Castex est en Méditerranée où il critique fortement l'organisation et l'expédition franco-anglaise des Dardanelles. Par la suite, il analyse les conséquences de la guerre sous-marine et note, au tout début de 1917, que le sort de la guerre se joue sur les arrières avec ses moyens matériels, et que l'arrière vit essentiellement de la mer.
Au lendemain de la guerre, une vive controverse l'oppose, lors de la Conférence sur le désarmement naval, aux anglo-Saxons, tandis qu'il légitime l'emploi du sous-marin par les Allemands dans son livre Synthèse de la guerre sous-marine (1920). La Grande Guerre malmena durement le dogme mahanien : il n' y eut pas de bataille décisive et la guerre de course menée par les U-boote allemands occupa le devant de la scène. D'où la résurgence de la Jeune École que Castex devenu chef du Service historique de la Marine, entreprit de réfuter dans l'ouvrage de 1920. Il y analyse le rôle stratégique joué par les cuirassés alliés malgré leur inactivité tactique : En dissuadant la Hochseeflotte de s'aventurer au large, ceux-ci ont constitué la première ligne de défense derrière laquelle croiseurs et destroyers ont pu se consacrer à la protection des communications. Même virtuelle, la guerre d'escadres est donc restée la clé de voûte de la stratégie navale. Cet exposé ruine en fait la doctrine classique du Sea Power. En dépit de ses sorties contre l'influence débilitante de Julian Corbett, il admet tacitement que la défense des communications prime la bataille décisive dès lors que le progrès technique a considérablement renforcé la guerre de course. Il suggère même que les Allemands auraient peut-être gagné la partie s'ils avaient pratiqué la liaison des armes en engageant à la fois leurs sous-marins et leurs cuirassés : contraints d'affecter tous leurs moyens à la guerre d'escadres, les Alliés n'auraient plus eu assez d'escorteurs pour protéger efficacement les convois. C'est cette stratégie duale que Castex espère voir adopter par la France, d'où son opposition à la limitation des sous-marins lors de la Conférence de Washington de 1922. 
Il plaide par la suite pour une organisation rigoureuse du commandement dans Questions d'état-major (1923-1924). En 1928, il est promu contre-amiral (amiral en 1937). Ses volumes de Théories stratégiques se succèdent alors à un rythme rapide : cinq entre 1929 et 1935. En 1935, il devient directeur de l'École de Guerre Navale, et du Centre des hautes études navales. Dans Théories stratégiques, il traite des facteurs externes et internes de la stratégie. Son œuvre est particulièrement intéressante sous l'angle géographique comme sur les divers aspects de la guerre sur mer (missions des forces maritimes, conduite des opérations) ainsi que sur les problèmes de la mer contre la terre ; là, il s'oppose à Alfred Mahan en démontrant que la supériorité inéluctable que ce dernier confère à la mer tient du déterminisme géographique plutôt que d'une analyse fondée sur les réalités historiques. Un sixième volume a été ajouté sous le titre Mélanges stratégiques. L'ouvrage connaît un important retentissement avant la Seconde Guerre Mondiale.
La contribution de Castex est multiforme : sur la question coloniale, il regrette l'excessive dispersion de l'Empire français et plaide pour un recentrage eurafricain. Il participe activement au Collège des hautes études de la Défense nationale à la veille de la Seconde Guerre Mondiale. La restructuration qu'il propose du dispositif naval français (il est « amiral-Nord » en 1939) n'est pas retenue, et, au contraire, ses critiques aboutissent à sa mise à l'écart. Il est placé en 2ème section des officiers généraux en novembre 1939.

## Chronologie
(avril 2012).
Entré dans la marine en 1896, il sort major de sa promotion à l'École navale.
- Il est chargé de la refonte du Service Historique de la marine après 1919.
- 06/09/26-20/09/28 professeur au Centre des Hautes Études Navales. Il obtient le grade de contre-amiral le 25 août 1928.
- 20/09/28-15/02/29 commandant de la Marine et secteur de défense de Marseille.
- 15/02/29-01/03/29 affecté à l'état-major général de la Marine.
- 01/03/29-05/04/30 premier sous-chef d'état-major général de la Marine.
- 05/04/30-12/04/32 commandant de la division d'instruction de la 1 escadre.
- 12/04/32-15/11/32 commandant du secteur de défense de Toulon.
- 15/11/32-24/08/35 directeur de l'École de Guerre Navale et du Centre des Hautes Études Navales. Il obtient le grade de vice-amiral le 1er novembre 1934.
- 24/08/35-22/10/35 en résidence.
- 22/10/35-01/09/36 commandant en chef et préfet de la 2e région maritime (Brest).
- 01/09/36-18/08/38 directeur du Collège des hautes études de la Défense nationale. Il prend rang et appellation d'amiral le 03 mai 1937.
- 10/09/36-18/08/38 directeur de l'École de Guerre Navale et du Centre des Hautes Études Navales.
- 11/03/37-21/11/39 membre du Conseil Supérieur de la Marine.
- 03/05/37-25/08/39 inspecteur général des Forces maritimes et président du Conseil de perfectionnement des écoles de la Marine.
- 25/08/39-15/11/39 commandant en chef des Forces maritimes du Nord, « Amiral Nord ».
- 15/11/39-21/11/39 en résidence.
- 21/11/39 placé dans en 2ème section.

## Institut des Hautes Études de la Défense Nationale
Sa notoriété est due partiellement à la création de l'Institut des hautes études de Défense nationale.
À la tête de l'Institut, il veut[réf. nécessaire] combler le fossé qui existe toujours en France entre la majorité des civils et son armée. Il veut transmettre aux civils chargés de responsabilités importantes (les hauts fonctionnaires et les dirigeants de grandes entreprises) la connaissance des enjeux géopolitiques et des rouages de notre système de défense et aux militaires les enjeux de la guerre économique.

## Théories
Entre 1929 et 1939, Castex publie Théories Stratégiques, en deux tomes, qui constitue son œuvre principale. Ces ouvrages sont largement traduits et commentés à l'étranger. Il y développe une thèse sur le lien entre guerres terrestre et navale et l'existence pour un pays comme la France d'un « centre de gravité » situé au-delà des frontières continentales. Il critique la dispersion de l'Empire français.
Castex avance que ce centre de gravité aurait dû s'établir en Afrique du Nord, bien avant 1939 avec l'installation des principales usines d'armement et du siège du gouvernement.
En 1939, il recommande d'accorder l'indépendance à l'Indochine, qui est indéfendable face au Japon, et à la Syrie et au Liban, pour pouvoir en faire des alliés.
En 1945, il publie, dans la Revue Défense nationale, l'article « Aperçus sur la bombe atomique », devenant le premier officier à publier sa réflexion sur l’arme atomique et la dissuasion nucléaire.
En février 1955, Castex publie dans la même revue un article, « Moscou, rempart de l'Occident », dans lequel il théorise la montée en puissance de la Chine et sa rivalité à venir avec la Russie et les Occidentaux ; il conclut l'article par un dialogue entre Anthony Eden, secrétaire au Foreign Office et Molotov, ministre de Affaires Etrangères soviétique, au moment de la signature des accords de Genève en 1954, par lequel Molotov dit à Eden, à propos des Chinois : "ils ne pensent pas comme nous ! ".
Il fut élu mainteneur de l'Académie des Jeux floraux de Toulouse en 1948.

## Décorations

### Décorations françaises
- Grand-croix de la Légion d'honneur (22/07/59)
  -  Grand officier de la Légion d'honneur (02/07/36)
  -  Commandeur de la Légion d'honneur (15/01/30)
  -  Officier de la Légion d'honneur (10/07/20)
  -  Chevalier de la Légion d'honneur (06/11/12)
- Officier du Mérite maritime (27/07/35).
- Croix de guerre 1914–1918
- Médaille commémorative de l'expédition de Chine (1901)

### Décorations étrangères
- : Distinguished Service Cross (Royaume-Uni)
- : Officier du Nichan Iftikhar (Tunisie)

## Postérité
La troisième des frégates de défense et d'intervention prend le nom d’Amiral Castex,.

## Œuvres
- Le Grand État-major naval, question militaire d'actualité (1909)
- Les Idées militaires de la marine du XVIIIe siècle. De Ruyter à Suffren (1911)
- L'Envers de la guerre de course. La vérité sur l'enlèvement du convoi de St-Eustache par Lamotte-Picquet (avril-mai 1781) (1912)
- Synthèse de la guerre sous-marine. De Pontchartrain à Tirpitz (1920)
- Questions d'état-major. Principes. Organisation. Fonctionnement (1923-1924)
- Théories stratégiques (1929 ; 1935). Réédition : Economica, 5 volumes, 1997
- De Gengis Khan à Staline ou les Vicissitudes d'une manœuvre stratégique, 1205-1935 (1935)
- L'économie de guerre, André Piatier, préface de l'amiral Castex, 304 p., Collection d'études économiques, tome VII, Librairie générale de droit et de jurisprudence, Paris (1939).